# 小浦駅 (長崎県)
小浦駅（こうらえき）は、長崎県北松浦郡佐々町小浦免にある松浦鉄道西九州線の駅。

## 歴史
- 1931年（昭和6年）8月29日：佐世保鉄道の駅として開設[1]。
- 1936年（昭和11年）10月1日：国有化に伴い、鉄道省に移管[1]。
- 1945年（昭和20年）3月1日：実盛谷 - 四ツ井樋間線路付替えに伴い、現在位置に移転[1][2]。
- 1960年（昭和35年）
  - 1月15日：貨物取扱廃止[2]。
  - 4月25日：鉄道弘済会が駅業務を受託する業務委託駅となる[3][注釈 1]。
- 1970年（昭和45年）10月1日：荷物扱い廃止[2][4]。無人駅化[5]。
- 1987年（昭和62年）4月1日：国鉄分割民営化に伴い、JR九州松浦線の駅となる[2]。
- 1988年（昭和63年）4月1日：第三セクター松浦鉄道への転換に伴い、同社西九州線の駅となる[2]。

## 駅構造
単式ホーム1面1線を有する地上駅である。無人駅で駅舎は無いが、待合室がある。

## 利用状況
1日平均乗降人員は314人である（2017年度）

## 駅周辺
- 小浦郵便局
- 長崎県立佐世保高等技術専門校
- 西肥バス北部営業所
- サンビレッジさざ
- 大悲観公園

## 隣の駅
松浦鉄道
■西九州線
快速
佐々駅 - 小浦駅 - 棚方駅
普通
佐々駅 - 小浦駅 - 真申駅